# Teoria dos problemas
Dentre as diversas áreas de estudo encontramos na área de Inteligência Artificial (A.I.) técnicas aplicadas à resolução de problemas.

## Tipos de problemas
Podemos enquadrar os problemas em três grandes grupos:[carece de fontes?]
1. Os que não têm solução e portanto não há nada a fazer, que são classificados como problemas indecidíveis (ou impossíveis de serem solucionados).
2. Os que têm solução algorítmica e podemos resolvê-los formalmente passo a passo, codificando os algoritmos para sua resolução.
3. Um terceiro grupo que não pertecem aos dois anteriores. Dentre eles podemos ter:

- Aqueles em que a solução algorítmica têm complexidade NP-Completa;
- Aqueles que o Ser Humano é capaz de resolver;
- Aqueles que os Seres Vivos são capazes de resolver. Ex: Jogar Xadrez, Jogar Futebol, Reconhecer Faces, Fazer Traduções, Procurar Comida, Reconhecer Letras, entre outros.

## Definição de problema
É difícil de explicar precisamente o que é um problema, mas podemos explicar como sendo uma questão que se propõe para ser resolvida. Note que resolver um problema não necessariamente significa em se ter um método para  resolvê-lo. Antes mesmo de se tentar buscar a solução de um problema, deve-se responder as seguintes perguntas:
- Quais são os dados (informações)?
- Quais são as soluções possíveis?
- O que caracteriza uma solução satisfatória?

Também pode-se pensar que problema é algo difícil de resolver, uma dúvida, uma questão, enigma ou mistério. Problema é melhor "entendido" nas diferentes áreas do conhecimento, por exemplo:
- Problema dos canibais e missionários;
- Problema do caixeiro viajante;
- Problema das pontes de Königsberg;
- Problema do carteiro chinês
- Tabuleiro de xadrez mutilado;

Na Teoria dos problemas um problema pode ser representado em linguagem matemática da seguinte forma:
```
   P = ( I, B, C )
```

P: O problema apresentado;
B: O conjunto de dados do problema, conjunto não vazio, que deve representar a informação apropriada do problema. Alguns elementos podem permanecer iguais e outros em constante dinâmica. É necessário documentar não só o estado inicial do problema mas também todos seus estados de mudanças.
I: O conjunto de operações e transformações, também conjunto não vazio, que podem ocorrer durante o processo da resolução do problema desde a sua fase inicial, as possíveis respostas.
C: Condição, uma relação binária, que deve satisfazer o problema. Esta relação caracteriza uma solução satisfatória, ela associa a cada elemento do conjunto de dados a solução única desejada. Mais precisamente é o conjunto solução do problema.

## Caracterização de um problema
P
```
   +---+         +---+
   |   |   O     |   |
   | B | = = = > | C |
   |   |         |   |
   +---+         +---+
```

Exemplos
Uma pessoa que enfrenta um problema para satisfazer certos objetivos e não conhece que ações deve tomar para conseguir resolvê-lo.
Então ao se resolver um problema identificamos os seguintes componentes: Um objetivo para ser alcançado, um conjunto de ações pré-pensadas para resolver tal problema e a situação inicial do tal problema.
```
   Exemplo: Um 
Puzzle

   Existe um tabuleiro de 4x4 casas e 15 peças somente. O problema é que temos
   que fazer com que as peças espalhadas no quadrado formem uma configuração
   previamente definida. Existe uma regra para isso, o movimento somente ocorre
   uma peça por vez e somente para casas adjacentes.
```

Neste caso o conjunto de dados do problema poderia ser descrito pela configuração das peças no tabuleiro, as operações de busca da solução como movimentos das peças de acordo com as regras, e a configuração final a solução do problema.
Um problema de diagnóstico médico pode ser modelado da mesma maneira, seja:
```
   O problema "P" é o diagnóstico.
   O conjunto "B" da dados do problema são dados que o médico obteve de exames com seu paciente.
   O conjunto "C" da solução é o conjunto de todas as doenças possíveis.
```

Neste caso, a busca de uma solução é encontrar um par (d,k), tal que d {\displaystyle \in } B e k {\displaystyle \in } C.
Em casos como o diagnóstico médico estamos buscando uma função que resolva o problema, essa função é denominada função problema.
Um outro exemplo, é o problema da raiz de polinômio.
```
   A solução do problema da busca das raízes de um polinômio com coeficientes reais consiste em
   associar a cada conjunto de coeficientes de um polinômio particular p(x) de grau n, n números
   complexos cn de modo a satisfazer a condição de que o valor de p(x) fazendo x = c para todo
   n seja nulo.
```

## A função problema
A função problema, se existir, pode ser encontrada de diversas formas:
- Enumeração exaustiva: Enumerando todos os pares que ligam dados do problema ao conjunto solução. Evidentemente, este modo de definir uma função, só se aplica no caso que o conjunto de dados é finito.

```
   Exemplo:
   Seja uma agenda de telefones. Ela pode ser considerada como a função que associa a
   cada nome de pessoa seu telefone.
```

- Declarativamente: Definindo propriedades que definem a solução do problema.

```
   Exemplo 1:
   Dado um número real, associa dois números cuja soma de seus quadrados é igual ao
   número real dado. A solução pode ser visualizada como um círculo, centrado na
   origem de um plano com coordenadas ortonormais (eixos ortogonais e de mesma escala),
   de raio igual ao número dado.
```

```
   Exemplo 2:
   Seja a função característica do conjunto das equações diofantinas de quarta ordem
   que tem solução. Ora a partir de 3 sabe-se não haver teorema permitindo saber se
   o problema tem ou não solução. Logo, o que resta é tentar todas as possibilidades...
   e como existem infinitos números inteiros não se pode ter certeza, se calculando o
   problema tem solução ou ainda não foi achada ou não tem solução!
```

- Por um algoritmo: A correspondência entre dados e resultados é feita através de um programa de computador, e sempre que ele para consegue-se chegar a uma solução. Sendo assim, um programa pode ser considerado como um modo de definir um problema.

```
   Exemplo:
   Formulário de Imposto de Renda
```

- Por exemplos: Pode-se reconhecer que, neste caso, a solução não é única: todas as funções que sejam iguais dentro subconjunto em que o problema é definido são válidas e é necessário fazer uma aproximação, neste caso costuma-se usar técnicas de Inteligência artificial como Rede neural, Usam-se os exemplos para treinar a rede e obtém-se valores estimados da solução para os outros valores usando a propriedade de generalização das redes.

```
   Exemplo:
   Costuma-se empregar redes neurais com aprendizado supervisionado. Usam-se os
   exemplos para treinar a rede e obtém-se valores estimados da solução para os
   outros valores usando a propriedade de generalização das redes
```

Os modos de definir uma função levam a questões como Teoria da computabilidade e Complexidade.